# 貴信
貴信（きしん、生没年不詳）は、雄略天皇十一年丁未（467年7月）に百済を経由して倭国に渡来した中国の文化人。呉国の人。

## 記録
雄略天皇11年（467年）7月、百済国より逃化し、自らを「貴信」と名乗り、呉国の人と名乗ったという。子孫として、磐余の呉の琴弾きの壃手屋形麻呂（さかて の やかたまろ）たちがいるという。

## 考証
百済が中国の文化人を受け入れていたことは 『梁書』百済伝に「中大通六年（534年）、大同七年（541年）、累リニ遺使シテ方物ヲ献ジ、并ビニ涅槃等ノ経義、毛詩博士、并セテ工匠、画師等ヲ請フ。勅シテ并ビニ之ヲ給フ」と記録されていることから明らかであるが、中国から百済に渡来した文化人の中には百済王の許可なしに日本に亡命した者もいた。